# Laguna de Duero
Laguna de Duero là một đô thị trong tỉnh Valladolid, Castile và León, Tây Ban Nha. Theo điều tra dân số 2007 (INE), đô thị này có dân số là 21.214 người.
Is the second largest city in Valladolid behind Valladolid City.